# Refugi de Rulhe
El refugi de Rulhe és un refugi de muntanya del departament de l'Arieja (França) a 2.185 m d'altitud i situat sota el Pic de Rulhe.